# Wegekreuz Hansastraße

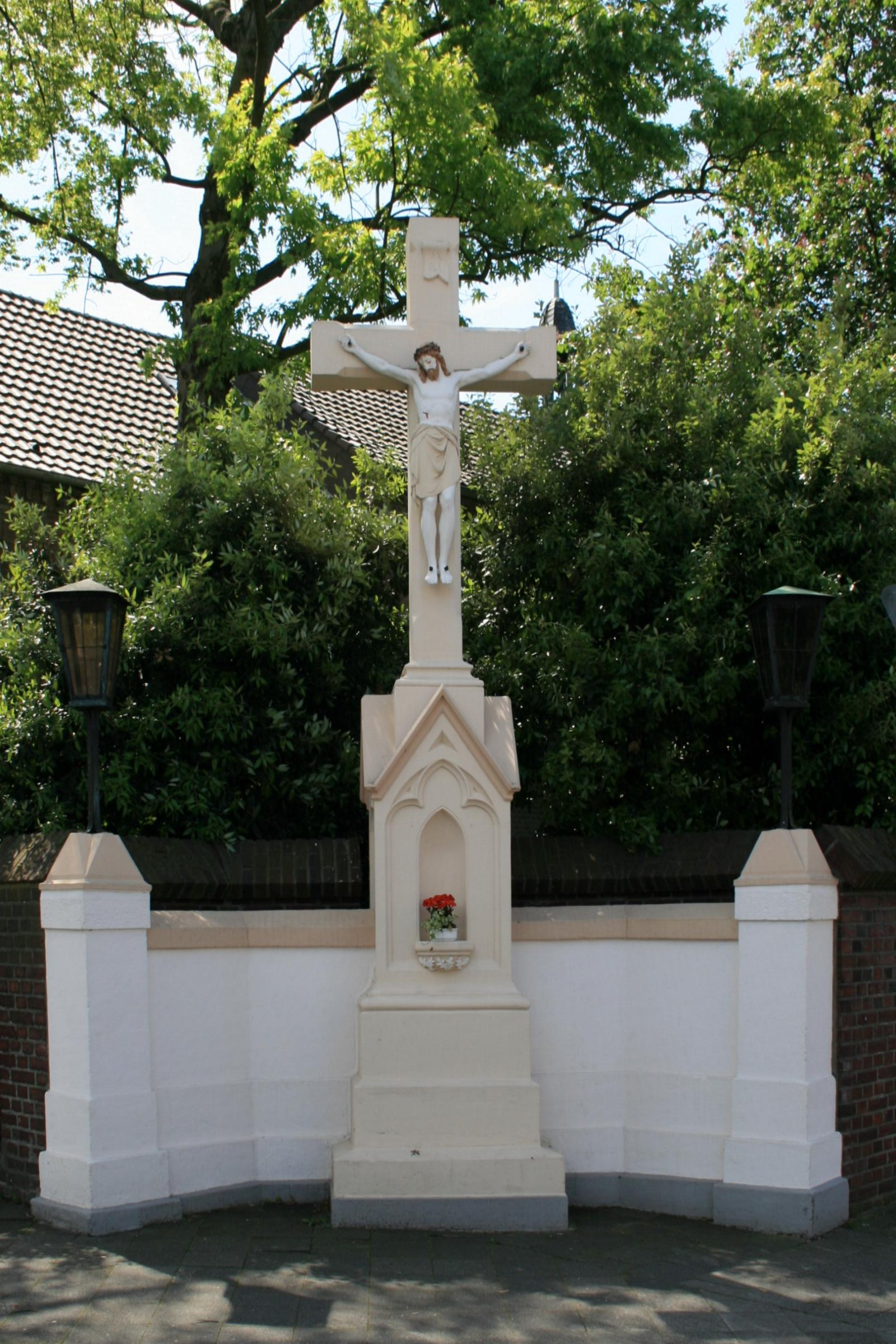
Wegekreuz (2010)

Das Wegekreuz Hansastraße steht im Stadtteil Bettrath-Hoven in Mönchengladbach (Nordrhein-Westfalen).
Das Kreuz wurde 1899 erbaut. Es ist unter Nr. H 090 am 9. Oktober 1995 in die Denkmalliste der Stadt Mönchengladbach eingetragen worden.

## Lage
Das Wegekreuz steht an der Einmündung der Hansastraße in die Hovener Straße vor der ehemaligen Volksschule.

## Architektur
Das Schaftkreuz aus Sandstein ist ca. 4,5 m hoch. Auf mehrfach gestuftem Sockel erhebt sich ein pfeilerartiger Unterbau mit flacher, begiebelter Nischenbildung. Der Korpus ist aus Gussstein. Die vordere Ansichtsseite ist durch eine Spitzbogennische mit Konsole (zur Abstellung der Monstranz bei Prozessionen) ausgebildet. Das Kreuz steht auf einer nachträglich eingefügten Bodenplatte aus Basaltlava. Es ist bezeichnet:
SPERBER 1899 / GLADBACH